# Elater erythrogonus
Elater erythrogonus — вид щелкунов из подсемейства Agrypninae.

## Описание
Жук длиной 5,5—7,3 мм, имеет чёрную окраску, задние углы переднеспинки красные, усики и ноги рыжие. Верхняя часть тела в буровато-чёрном опушении. Переднеспинка шире надкрылий, иногда у самцов почти одинаковой ширины с ними, но всегда поперечная, тонко неравномерно пунктированная.